# Вапняна вулиця
Вулиця Вапняна — одна із вулиць Одеси, що знаходиться в східній частині району Слобідка, на межі із Пересипом. Вулиця починається від перетину із Праведників Світу і тягнеться до Шкодової гори. Вулиця відома тим, що нею проходить трамвайний маршрут №20, т.з. "Комишевий" трамвай.
Вулиця є промислово-індустріальним кластером міста, де розташовані такі підприємства, як "Біостимулятор", Лакофарбовий завод, кілька цехів заводу "Стальканат". Більша частина вулиці розташована в низині у відношенні до основної частини Слобідки, зв'язуючись з нею низкою узвозів, зокрема Слобідським і 3-м Вапняним узвозами. Історично тут селилися каменярі, що видобували вапняк, що і дало назву вулиці.

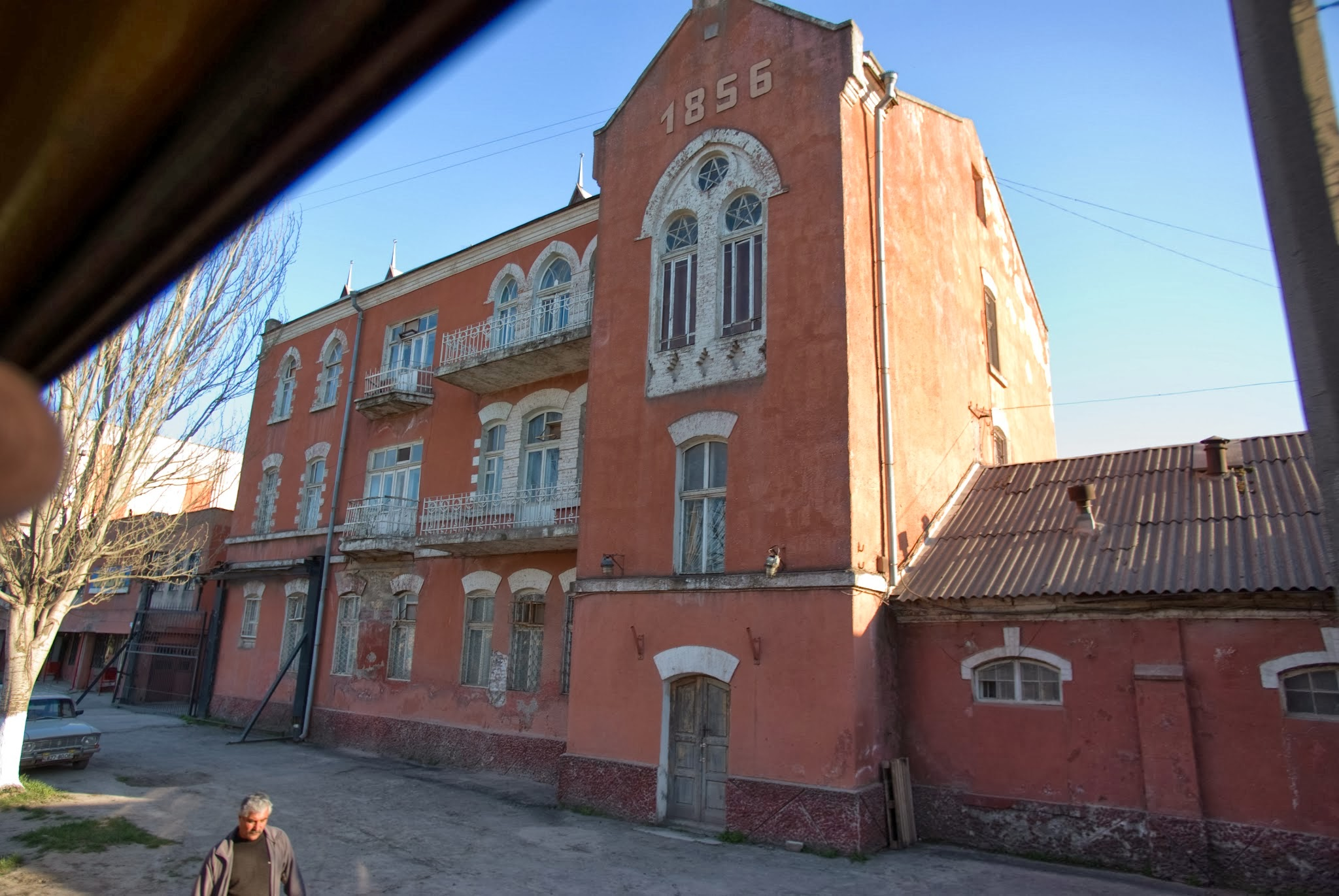
будівля Лакофарбового заводу

Забудова вулиці переважно радянського періоду, складається із п'ятиповерхівок і будівлі клубу. Відомою пам'яткою вулиці є будівля Лакофарбового заводу, зведеною у 1856 році. Цей завод був заснований кременчуцьким підприємцем Ф.І. Шреттером, який на той час заклав одне із найбільших підприємств цієї галузі на півдні Європи. У 1875 році фабрика була придбана компанією «Одеське товариство фабричного виробництва фарб і лаків», яке розпочало виробництво конопляної, касторової, кокосової і лляної олії, пігментних, олійних, емалевих і кольорових лаків і фарб.
В кінці вулиці розташований Бабичів Став, а також Леб'яже озеро.

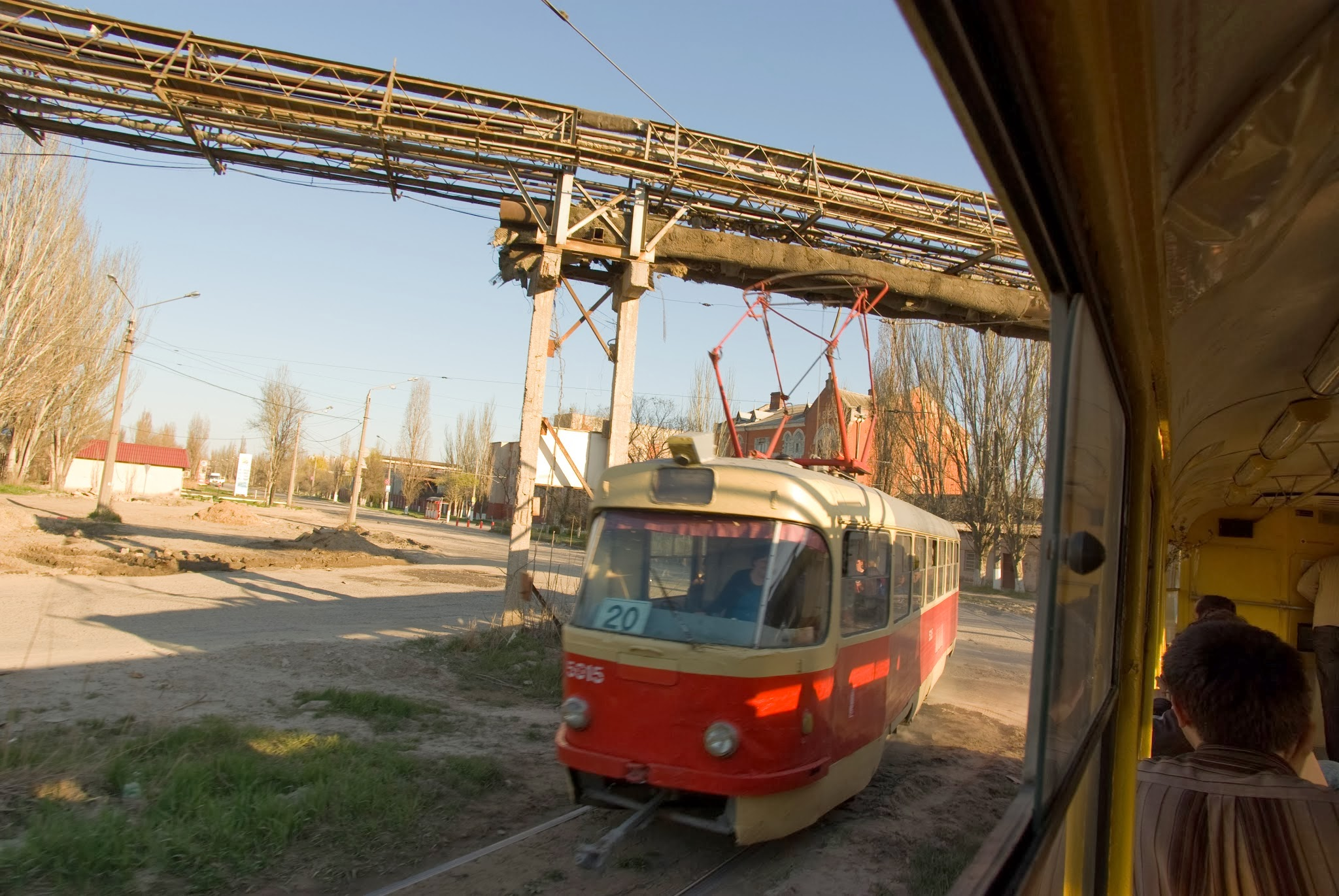
Трамвай звертає з вул. Вапняної на Хаджибейську дорогу